# Lindackeria vageleri
Lindackeria vageleri är en tvåhjärtbladig växtart som beskrevs av Karl Ewald Maximilian Burret. Lindackeria vageleri ingår i släktet Lindackeria och familjen Achariaceae. Inga underarter finns listade i Catalogue of Life.